# Stephanie Tregartten
Stephanie Gisel Tregartten Fontes (nacida el 13 de octubre de 1997 en Paysandú, Uruguay) es una futbolista uruguaya que se desempeña como defensa en Talleres de Argentina y en la Selección Uruguaya de Fútbol.

## Biografía
Stephanie Tregartten se desempeñó como defensa en los equipos Ceibal, Unión y Litoral de Paysandú, todos de su ciudad natal. Sus actuaciones llevaron a que fuera convocada a la Selección Uruguaya, con la cual disputó la Copa América 2018, la Copa América 2022 (siendo titular en dos encuentros) y en una gira que realizó la Selección por Europa disputando el Tournoi de France, en donde enfrentaron a Noruega, Francia y Dinamarca.
En agosto de 2023, Stephanie da un gran salto en su carrera al convertirse en nueva jugadora del Club Atlético Peñarol, la institución más importante y popular del Uruguay. Luego pasó por el Real Oviedo y en 2025 llegó a Talleres.